# والتر زينغا
والتر زينغا (ميلانو، 28 أبريل 1960) لاعب كرة قدم إيطالي سابق ومدرب حاليا، كان لفترة طويلة حارس مرمى المنتخب الوطني الإيطالي وفريق إنتر ميلان.
بدأ زينغا مسيرته الكروية في شبيبة نادي إنتر ميلان، أعير لعدة فرق في الدرجات الدنيا لعدة سنوات قبل أن يعود إلى فريقه عام 1982. بعد عام من ذلك أصبح زينغا حارس المرمى الأول في فريقه، وبقي كذلك لمدة 11 عاما. مع الإنتر فاز زينغا ببطولة الدوري في 1988-1989 ومرتين بكأس الاتحاد الأوروبي. المرة الثانية كانت عام 1994 في آخر موسم له مع الفريق.
كان زينغا حارس مرمى المنتخب الإيطالي في كأس العالم 1990. لعب زينغا في كافة ألعاب المنتخب الإيطالي وقد أبلى بلاء حسنا في البطولة التي حققت فيها إيطاليا المرتبة الثالثة. حطّم زينغا الرقم القياسي في عدد الدقائق المتواصلة للمحافظة على المرمى نظيفا دون أهداف فقد حافظ على مرماه لمدة 518 دقيقة دون هدف (أقل قليلا من5 مباريات). وقد كان الرقم القياسي السابق تحت اسم بيتر شيلتون الإنجليزي.
بعد أن ترك إنتر لعب زينغا في عدة فرق إيطالية قبل أن ينتقل للعب في الدوري الأمريكي. عام 1997 عاد إلى إيطالية ومثل في مسلسل تلفزيوني إلى جانب زوجته. عام 1999 عاد إلى الدوري الأمريكي حيث شغل منصب مدرب-لاعب.
درّب زينغا في الدوري الممتاز الروماني في فريق ناتسيونال بوخارست ثم ستيوا بوخارست. انتقل بعدها إلى نادي ريد ستار بلغراد في صربيا فاز معه بالثنائية. عام 2006 درب الفريق التركي جازيانتيب سبور وانتقل عام 2007 إلى تدريب نادي العين الإماراتي
تعاقد مع نادي النصر السعودي لمدة عامين اعتبارامن شهر يوليو 2010 بعقد مليوني يورو لتدريب الفريق ودرب فريق النصر الإماراتي ثم الجزيرة الإماراتي

## مسيرته الكروية
لعب والتر زينغا خلال مسيرته الاحترافية مع 7 أندية في اثنين وعشرين موسمًا ولم يسجل خلالها أي هدف ضمن 530 مباراة. ولم يفز بأي موسم بالكأس وفاز في موسم واحد بالدوري.
خاض والتر زينغا مسيرته مع نادي ساليرنيتانا في موسم 1978–79 لمدة موسم واحد، مشاركًا في 3 مباريات ولم يسجل أي هدف. ثم انتقل إلى نادي سافونا ‏ في موسم 1979–80 لمدة موسم واحد، حيث شارك في 23 مباراة ولم يسجل أي هدف أيضًا. لينتقل بعدها إلى ايه إس دي سامبينديتيس كالتشيو ‏ في موسم 1980–81 ولمدة موسمين، مشاركًا في 67 مباراة ولم يسجل أي هدف أيضًا. ثم انتقل إلى نادي إنتر ميلان في موسم 1982–83 ليلعب معه اثنا عشر موسمًا، مشاركًا في 328 مباراة ولم يسجل أي هدف أيضًا. هذا وانتقل لاحقًا إلى نادي سامبدوريا في موسم 1994–95 ولمدة موسمين، مشاركًا في 41 مباراة ولم يسجل أي هدف أيضًا. ثم انتقل بعدها إلى نادي بادوفا في موسم 1996–97 لمدة موسم واحد، مشاركًا في 21 مباراة ولم يسجل أي هدف أيضًا. ليعود وينتقل من جديد، لكن هذه المرة إلى نادي نيو إنجلاند ريفولوشن في موسم 1997 واستمر معه طيلة ثلاثة مواسم، مشاركًا في 47 مباراة ولم يسجل أي هدف أيضًا.

## روابط خارجية
- والتر زينغا على موقع الاتحاد الدولي (مؤرشف)  (الإنجليزية)
- والتر زينغا على موقع الدوري الأمريكي (الإنجليزية)
- والتر زينغا على موقع قاعدة بيانات كرة القدم.إي يو (الإنجليزية)
- والتر زينغا على موقع ناشيونال فوتبول تيمز (الإنجليزية)
- والتر زينغا على موقع عالم كرة القدم.نت (الإنجليزية)
- والتر زينغا على موقع كووورة
- والتر زينغا على موقع أوليمبيديا (الإنجليزية)